# Richard S. Cohen
Richard Stockman Cohen (* 5. April 1937 in Boston, Massachusetts; † 13. April 1998 in New York City) war ein US-amerikanischer Anwalt und Politiker, der von 1979 bis 1981 der 50. Maine Attorney General war.

## Leben
Richard S. Cohen wurde in Boston geboren und wuchs in Brookline, Massachusetts auf. Die Brookline High School beendete er im Jahr 1954. Er studierte an der University of Georgia und machte seinen Bachelor im Jahr 1958 und anschließend an der Boston University Law School, die er 1963 beendete. Direkt im Anschluss arbeitete er von 1963 bis 1965 im Büro des Maine Attorney Generals, als Assistent und war in dieser Zeit Berater des Büros für Steuerwesen. Im Jahr 1965 gründete er die Kammer für Strafsachen und war erster Leiter dieser Abteilung im Jahr 1967. Er entwickelte die Gesetze, die das heutige System der zentralen staatlichen Untersuchung und Verfolgung von Totschlagsdelikten in Maine bilden. In den 1970er Jahren war Cohen eine wesentliche Person bei der Überarbeitung des Strafgesetzbuches des Staates und in der Schaffung der Maine Criminal Justice Academy.
Als Mitglied der Republikanischen Partei war Cohen von 1979 bis 1981 der 50. Maine Attorney General. In dieser Zeit arbeitete er mit Gouverneur Joseph E. Brennan an den Grenzziehungen im Zusammenhang mit den Ansprüchen zweiter Indianerstämme von Maine, die etwa 60 Prozent der Landfläche beanspruchten. Nach seiner Zeit als Attorney General wurde er von Präsident Ronald Reagan zum United States Attorney ernannt. Dieses Amt übte er 12 Jahre aus.
Nachdem er dieses Amt verlassen hatte, arbeitete Cohen als Sonderberater des Passamaquoddy Tribes und später saß er einer Kommission vor, die die Zusammenarbeit zwischen dem Staat und seinen indianischen Stämme förderte.
Richard S. Cohen war mit Suzanne Cohen verheiratet und das Paar hatte drei Kinder. Er starb am 13. April 1998 im Mount Sinai Hospital in New York City, in dem er sich befand, da er wegen Morbus Crohn operiert werden sollte, an dem er seit einigen Jahren litt. Sein Grab befindet sich auf dem
Harrison Village Cemetery in Harrison.